# Type 96
Type 96 (auch bekannt unter der Bezeichnung Type 88C oder ZTZ-96) ist ein chinesischer Kampfpanzer. Er ist das Endprodukt der Type-80-Familie.

## Entstehungsgeschichte
Der Typ 96 ist im Prinzip eine Weiterentwicklung des sowjetischen T-72. Dabei blieb die Wanne fast unverändert. Hier wurden lediglich das Fahrwerk und der Motor ausgetauscht. Beim Turm wurde die Form komplett überarbeitet, wobei aber die 125-mm-Glattrohrkanone mit dem dazugehörigen Ladeautomaten genauso beibehalten wurde wie das 12,7-mm-Flugabwehr-MG am Turmdach und das 7,62-mm-Koaxial-MG. Die Feuerleitanlage und Funkanlage wurden gegen ein chinesisches Modell ausgetauscht. Der Typ 96 ist im Grunde zu fast 70 % identisch mit dem T-72M1. Dies führte auch dazu, dass chinesische Militärs nach dem Zweiten Golfkrieg die Meinung vertraten, dass die von ihnen verwendeten Kampfpanzer im Vergleich zu westlichen Modellen unzeitgemäß waren. Daraufhin begann die Parallelentwicklung der Typen 96 und 98. Hierbei stellt der Typ 96 die Breitenlösung für die chinesische Massenarmee dar, da er aufgrund des geringeren technologischen Anspruches billiger ist. 
Die Entwicklung des Panzers begann bereits 1991. Bis 2003 sollten laut Verteidigungsministerium der Volksrepublik 1.500 Stück im Dienst des Heeres stehen. Im Jahre 2007 besaß die Volksbefreiungsarmee etwa 2.500 Typ 96.

## Ausstattung
Der Panzer folgt größtenteils den sowjetisch beeinflussten chinesischen Bauprinzipien. Die 125-mm-Glattrohrkanone ZPT-98 (L/50) wird durch einen automatischen Lademechanismus bedient, wodurch der Ladeschütze wegfällt und der Turm verkleinert werden kann. Neben weiterer konventioneller Abwehrbewaffnung in Form von zwei MG wird der Panzer von einer Kompositpanzerung geschützt. Auffallend ist allerdings der mit 735 kW eher schwache Dieselmotor und die daraus resultierende mäßige Geschwindigkeit. Zudem verfügt der Typ 96 über Laserentfernungsmesser und ein Feuerleitsystem. Die umfangreiche Ausstattung des Typ 98 wird allerdings nicht erreicht.